# Ralf Lankau
Ralf Lankau (* 1961 in Lübeck) ist ein deutscher Grafiker, Kunstpädagoge und Medienwissenschaftler. Er ist Professor für Mediengestaltung und Medientheorie an der Hochschule Offenburg.

## Werdegang
Lankau unterrichtet seit 1985 Mediengestaltung und wurde 2002 Professor für Digitaldesign an der Hochschule Offenburg. 2014 erfolgte die Promotion an der Universität Frankfurt am Main über Gestalten im Kontext digitaler Technik: Poiesis und Kognition in der Medienproduktion. Bekanntheit erlangte er durch seine kritischen bildungspolitischen Beiträge zur Digitalisierung in Schulen. Insbesondere nimmt er dabei Bezug auf den Digitalpakt. Er ist Gründer der Website und Tagungsplattform „futur iii“ in Zusammenarbeit mit der Gesellschaft für Bildung und Wissen.

## Werke (Auswahl)
- Webdesign und -publishing. Projektmanagement für Websites Hanser, München/Wien 2000, ISBN 3-446-21353-8.
- Webdesign und -publishing. Grundlagen und Designtechniken. 3., überarbeitete Auflage, Hanser, München/Wien 2001, ISBN 3-446-21648-0.
- Mit Claudia Treffert, überarbeitet von Marc Wolf: Leitfaden Webdesign. Internetpräsenzen besser planen und gestalten. 5., überarbeitete Auflage.Hessisches Ministerium für Wirtschaft, Verkehr und Landesentwicklung, Geschäftsstelle Hessen-Media, Wiesbaden 2006, ISBN 3-939358-07-X.
- Media Soundscapes. Teil: 1., Klanguage. Landschaften aus Klang und Methoden des Hörens. Universität Siegen, Fachbereich 3, Sprach-, Literatur und Medienwissenschaft, Siegen 2006, DNB 984612203.
- Media Soundscapes. Teil: 2., Didaktik, Design, Dialog. Universität Siegen, Fachbereich 3, Sprach-, Literatur und Medienwissenschaft, Siegen 2007, DNB 98489621X.
- Lehrbuch Mediengestaltung: Grundlagen der Kommunikation und Visualisierung dpunkt-Verlag, Heidelberg 2007, ISBN 3-89864-399-9.
- Hans-Ulrich Werner und Ralf Lankau (Hrsg.), Elisabeth Klaus, Anna-Maria Liebenwein: Studs Terkel – Oral Historian, Journalist, Hoffnungsträger. / Studs Terkel und sein Alltagsjournalimsus. Universität Siegen, Fachbereich 3, Sprach-, Literatur und Medienwissenschaft, Siegen 2008, DNB 987974815.
- Hans-Ulrich Werner und Ralf Lankau (Hrsg.), Paulo C. Chagas: Medien.Kreativität.Interdisziplinarität. Werkstattberichte aus dem MedienNeuBau(Haus). Universität Siegen, Fachbereich 3, Sprach-, Literatur und Medienwissenschaft, Siegen 2009, DNB 999800043.
- Gestalten als Form des Erkennens. Kreativität und (Digital-)Technik in Kunstpädagogik und Mediengestaltung. kopaed, München 2014, ISBN 978-3-86736-237-5.
- Kein Mensch lernt digital. Über den sinnvollen Einsatz neuer Medien im Unterricht. Beltz, Weinheim/Basel 2017, ISBN 978-3-407-25761-1.
- Ralf Lankau (Hrsg.): Unterricht in Präsenz und Distanz. Lehren aus der Pandemie. Beltz Juventa, Weinheim/Basel 2023, ISBN 978-3-7799-7270-9.
- Ralf Lankau (Hrsg.): Die pädagogische Wende. Über die notwendige (Rück-)Besinnung auf das Unterrichten. Beltz, Weinheim/Basel 2024, ISBN 978-3-407-25907-3.